# 부안 실상사지
부안 실상사지(扶安 實相寺址)는 대한민국 전북특별자치도 부안군 변산면 중계리에 있는 절 터이다. 1986년 9월 9일 전라북도의 기념물 제77호로 지정되었다.

## 개요
내변산 천왕봉 아래 있었던 실상사터이다. 실상사는 통일신라 신문왕 9년(689)에 초의선사가 세운 절로 조선시대에 양녕대군이 고쳐지었다고 전하나 한국전쟁으로 불타버렸다.
내변산의 4대 사찰 중의 하나였고, 현재는 절터 내에서 조선시대 것으로 추정되는 기와조각이 출토되고 있으며, 고승의 사리나 유골을 넣어두던 둥근 돌탑의 석조부도가 3기 남아있다. 3기의 부도 중 2기는 종 모양으로 비교적 양호한 상태이다.

## 참고 문헌
- 부안실상사지 - 국가유산청 국가유산포털